# Bibliothèque d'entreprise
 (septembre 2022).
La mise en forme du texte ne suit pas les recommandations de Wikipédia : il faut le « wikifier ».
Les points d'amélioration suivants sont les cas les plus fréquents. Le détail des points à revoir est peut-être précisé sur la page de discussion.
- Les titres sont pré-formatés par le logiciel. Ils ne sont ni en capitales, ni en gras.
- Le texte ne doit pas être écrit en capitales (les noms de famille non plus), ni en gras, ni en italique, ni en « petit »…
- Le gras n'est utilisé que pour surligner le titre de l'article dans l'introduction, une seule fois.
- L'italique est rarement utilisé : mots en langue étrangère, titres d'œuvres, noms de bateaux, etc.
- Les citations ne sont pas en italique mais en corps de texte normal. Elles sont entourées par des guillemets français : « et ».
- Les listes à puces sont à éviter, des paragraphes rédigés étant largement préférés. Les tableaux sont à réserver à la présentation de données structurées (résultats, etc.).
- Les appels de note de bas de page (petits chiffres en exposant, introduits par l'outil «  Source ») sont à placer entre la fin de phrase et le point final[comme ça].
- Les liens internes (vers d'autres articles de Wikipédia) sont à choisir avec parcimonie. Créez des liens vers des articles approfondissant le sujet. Les termes génériques sans rapport avec le sujet sont à éviter, ainsi que les répétitions de liens vers un même terme.
- Les liens externes sont à placer uniquement dans une section « Liens externes », à la fin de l'article. Ces liens sont à choisir avec parcimonie suivant les règles définies. Si un lien sert de source à l'article, son insertion dans le texte est à faire par les notes de bas de page.
- La présentation des références doit suivre les conventions bibliographiques. Il est recommandé d'utiliser les modèles {{Ouvrage}}, {{Chapitre}}, {{Article}}, {{Lien web}} et/ou {{Bibliographie}}. Le mode d'édition visuel peut mettre en forme automatiquement les références.
- Insérer une infobox (cadre d'informations à droite) n'est pas obligatoire pour parachever la mise en page.

Pour une aide détaillée, merci de consulter Aide:Wikification.
Si vous pensez que ces points ont été résolus, vous pouvez retirer ce bandeau et améliorer la mise en forme d'un autre article.
 (août 2022).
 (novembre 2018).
La bibliothèque d'entreprise est une particularité de la lecture publique en France. Possédant une histoire liée au mouvement social, les bibliothèques d'entreprise sont pour la plupart des bibliothèques de comités d'entreprise gérées par les représentants élus des salariés. De statut privé, elles sont ouvertes aux salariés et leurs familles, publics qui n'ont pas forcément pris l'habitude de fréquenter les bibliothèques municipales, de communautés d'agglomération, ou encore relais des bibliothèques départementales de prêt. En cela elles jouent un rôle considérable dans le développement de la lecture et sont reconnues comme partenaires du réseau institutionnel de la lecture publique .

En 1992, la signature de la Charte pour le développement de la lecture en entreprise par la profession (ABF) et les cinq confédérations syndicales représentatives (CFDT, CFTC, CGC, CGT, FO) a offert un socle de réflexion pour les comités d'entreprise et les pouvoirs publics dans le projet de favoriser la création des bibliothèques sur les lieux de travail. Au XXIe siècle, les bibliothèques de comités d'entreprise appelées aussi médiathèques comme beaucoup d'autres bibliothèques de lecture publique en France évoluent vers une conception moderne de la structure. Établissements culturels, les médiathèques de comités d'entreprise sont devenues des espaces de citoyenneté sociale, de convivialité et de bien-être dans l'entreprise.

## Histoire

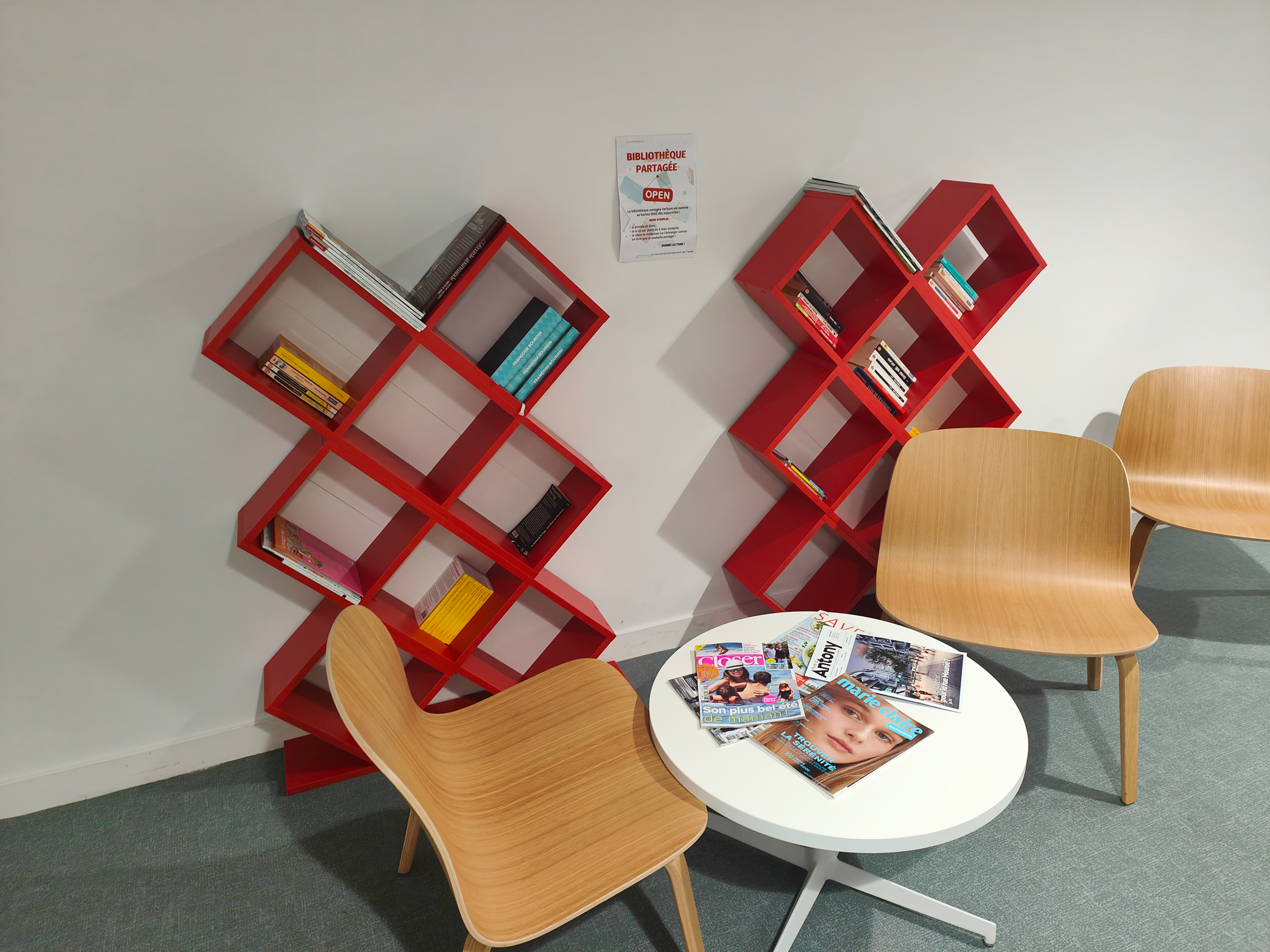
Une bibliothèque d'entreprise au siège social de Verisure France en 2023.

### Aux origines des bibliothèques d'entreprise/bibliothèques de comités d'entreprise
Il existait au XIXe siècle des bibliothèques dans les entreprises, initiatives de quelques patrons philanthropes. À cette époque se développaient aussi des bibliothèques populaires animées par des courants religieux ou laïques. La loi du 21 mars 1884 sur la libre constitution d'organisations professionnelles accentua ce mouvement de pratique de la lecture et d'accès à la culture. Des concepts comme "l'enseignement intégral", "le refus de parvenir", "l'émancipation des travailleurs" nourrirent alors le mouvement d'essor des bibliothèques populaires. Vouloir acquérir sa liberté et se donner les moyens de réaliser cette ambition, tel est l'enjeu qui transparait dans ce désir d'instaurer des bibliothèques populaires. Quelques moments remarquables ponctuent cette émergence : la création des Bourses du travail en 1886 où sont installées des bibliothèques, celle de la Librairie du Travail en 1919 par la Confédération Générale du travail (CGT), celle du Musée du Soir en 1934 par l'Union des syndicats de la région parisienne et le Groupe des écrivains prolétariens réunis autour d'Henry Poulaille, et dans la foulée du Front populaire qui revendique le droit au travail comme inséparable du droit au loisir et à la culture, la publication en 1937par la CGT du Rapport sur l'organisation de la lecture publique, du commerce du livre et de la propagande collective pour la lecture et le livre et l'ouverture par cette confédération cette même année d'une école de bibliothécaires par le Centre confédéral d'éducation ouvrière. D'un autre côté certaines directions d'entreprise proposaient aux délégués du personnel de gérer des bibliothèques tout en maintenant le contrôle des achats et l'organisation des collections. En 1941, la création des comités sociaux d'entreprise officialisait la participation des travailleurs aux activités sociales et culturelles. Mais l'invention des comités d'entreprise (Ordonnance du 22 février 1945 et Loi du 16 mai 1946) provoque une réelle alternative puisque les élus des salariés possèdent désormais une gestion pleine et entière des œuvres sociales.

### L'époque « glorieuse » des bibliothèques de comités d'entreprise
Les bibliothèques de comités d'entreprise (BCE) deviennent le lieu culturel par excellence au sein de l'entreprise. Les BCE sont les pièces maîtresses d'une activité culturelle qui se déploie aussi vers le théâtre, la musique, les arts plastiques, dans une sorte de va-et-vient entre l'extérieur et l'intérieur de l'entreprise. Portant la culture du mouvement ouvrier, les BCE se forgent ainsi une identité particulière à travers l'élaboration des collections, l'introduction de nouveaux documents comme le disque vinyle, l'invitation d'écrivains ou de conférenciers. Après 1968, les BCE connaissent un développement important. Les sections syndicales sont instituées et ce sont les syndicats qui impulsent la politique culturelle dans l'entreprise au sein des comités d'entreprise. La professionnalisation s'accentue. Aux côtés de bénévoles formés qui assurent le service de lecture et l'animation des bibliothèques, des bibliothécaires sont recrutés, souvent titulaire du CAFB. En 1982 deux rapports successifs paraissent sous l'égide du Ministère de la Culture. Les bibliothèques en Francerédigé par Pierre Vandevoorde, directeur du livre, et "Pour une politique nouvelle du livre et de la lecture" élaboré par Bernard Pingaud et Jean-Claude Barreau. Les bibliothèques de comités d'entreprise y sont mentionnées comme particularité culturelle du développement de la lecture publique. Elles sont constitutives du "Tiers-réseau", concept inventé par le directeur du livre et de la lecture, Jean Gattegno, qui rassemble les BCE, les bibliothèques pénitentiaires, les bibliothèques d'hôpitaux et celles animées par des associations d'éducation populaire comme Travail et Culture, Peuple et Culture ou la fédération Léo Lagrange. La force de ces bibliothèques s'exprime en deux mots : proximité et convivialité. Les bibliothèques en entreprise - certaines sont encore de la responsabilité des directions d'entreprise comme celles de la SNCF ou des PTT - sont officiellement reconnues par l'État dans un document publié en février 1986 La lecture en entreprise, les bibliothèques de comités d'entreprise. Les critères pour cette reconnaissance sont : le libre accès, une composition encyclopédique et pluraliste des collections, la gratuité des services. Les bibliothèques de comités d'entreprise, est-il précisé, sans être une composante à proprement parler du réseau de la lecture publique, jouent un rôle considérable dans l'approche et la pratique de la lecture de populations qui ne fréquentent pas les bibliothèques du réseau institutionnel composé des bibliothèques municipales et des bibliothèques départementales de prêt.
Des enquêtes régionales font apparaître le dynamisme des bibliothèques de CE en Nord-Pas-de-Calais, Provence-Alpes-Côte d'Azur, Loire-Atlantique, dans le Lyonnais ou Poitou-Charentes. En 1991 est publiée une enquête nationale, fruit d'une collaboration entre l'Association des Bibliothécaires Français et la Direction du Livre et de la lecture (ABF/DLL). En annexe la politique de lecture de trois syndicats (CGT, CFDT, CGC) y est exposée. Un an plus tard, en 1992, la Charte pour le développement de la lecture en entreprise est signée par les cinq confédérations syndicales représentatives (CGT, CGT-FO, CFDT, CFTC, CGC) et l'ABF.

### Les bibliothèques de comités d'entreprise fin de siècle
À la fin du XXe siècle, les bibliothèques d’entreprise sont effectivement reconnues comme des pôles de résistance au recul de la lecture et comme des institutions majeures de la démocratisation de la culture. Riches de leur apport original – le travail comme dimension fondamentale de la culture – les bibliothèques d’entreprise participent pleinement au processus d’émancipation des travailleurs en favorisant la liberté d’expression et de création et en articulant leur activité avec la dynamique des luttes menées par les salariés. La grande force des bibliothèques d’entreprise reste la proximité de la structure avec son lectorat, réel et potentiel. Mais quand les entreprises sont supprimées, délocalisées, restructurées, les bibliothèques d’entreprise sont l’objet de difficultés de tous ordres. Elles peuvent même disparaître, ce qui est le cas de nombre d'entre elles.

### La conception moderne des bibliothèques de comités d'entreprise
Au XXIe siècle se développe un sens moderne des bibliothèques de comités d'entreprise appelées aussi médiathèques de comités d'entreprise. Celles-ci sont un patrimoine ; ayant permis à nombre d'ouvriers et d'employés d'accéder au livre et à la lecture, elles conservent cet héritage et l'intègrent dans les projets culturels d'établissement.  Elles sont une nécessité dans un monde du travail où la financiarisation et l'obsession du contrôle prennent le pas sur toute manifestation humaine d'économie politique. Elles sont une ambition, proposant les conditions d'un enrichissement de la personnalité de chacun comme source de profit pour la collectivité ; une manière de contribuer à ce qui pourrait s'appeler "indice d'épanouissement humain". Elles sont une liberté ; la liberté de l'esprit, de conscience et de pensée étant manifeste dans ce lieu dans l'entreprise. Elles sont un plaisir, étant des espaces de bien-être et de bonheur. Elles sont un droit lié au droit des comités d'entreprise de réaliser sur le lieu de travail le droit à la lecture, à la culture, à l'information, à l'éducation, à la formation, aux loisirs. Elles sont une réalité, étant encore plus d'un millier réparties dans les secteurs de la métallurgie, de la chimie, de l'énergie, de l'électronique, des transports, des banques, des assurances, de l'édition et du commerce. Elles sont une identité ; les médiathèques de CE sont au cœur des activités sociales et culturelles dans l'entreprise, valorisant le travail comme puissance culturelle dans une dynamique de dépassement du processus aliénation/libération. Elles sont un partenariat naturel des bibliothèques municipales, d'agglomération, et départementales, en concourant à élargir le lectorat de celles-ci aux populations d'ouvriers, de techniciens et d'employés. Elles sont un avenir, permettant de concevoir temps de travail et temps libre dans une perspective de société industrielle des services. La conception moderne des médiathèques de comités d'entreprise est porteuse de valeurs de citoyenneté sociale et d'universalité. Situées à la croisée de l'information et de la communication, du social et du culturel, de l'industrie et de la langue, les médiathèques de comités d'entreprise sont un outil exceptionnel de la pensée ouvrière pour inventer le réenchantement du monde.

## La Charte pour le développement de la lecture en entreprise (1992)
Le groupe de travail constitué pour réfléchir à l'élaboration d'une Charte pour le développement de la lecture en entreprise était composé de Carole Alexandre, Ministère de l'Éducation nationale et de la Culture, Délégation au développement et aux formations, de Claudie Tabet, Direction du livre et de la lecture, de Françoise Bensasson, ABF/CE, Myriam Fainbaum, ABF/CE, Marcel Brouard et Gildas Flohic, CGC, Michel Lefevre, CFDT, Jean-Michel Leterrier, CGT, André Mouty, FO. 
La Charte est signée par les cinq confédérations syndicales et l'ABF.

## L'Association des Bibliothécaires de France et les BE/BCE

### La sous-section des bibliothèques d'entreprise
En 1975, les bibliothécaires d’entreprise adhérant à l’ABF s’organisent en « Sous-section des bibliothèques d’entreprise » au sein de la « Section des bibliothèques publiques » de l’ABF. Un bureau est élu qui impulse une activité très soutenue : création de passerelles entre bibliothécaires, valorisation de la lecture publique sur le lieu de travail, réflexion sur le sens de la bibliothèque en entreprise, journées de formation, réalisation d’enquêtes sur l’existence des BCE dont les résultats sont publiés soit dans le Bulletin d’information de l’ABF, soit en brochures (voir la bibliographie), participation au Groupe de travail sur la Charte pour le développement de la lecture en entreprise (Françoise Bensasson et Myriam Fainbaum), contributions à des colloques (Saint-Nazaire…), au projet/réalisation  Portraits de famille : où travaillent mes parents ? . 
Après quelques années de mise en sommeil, l’activité de la sous-section redémarre en 2001 avec des journées d’études et une réflexion sur la lecture publique en entreprise au XXIe siècle. Il s’ensuit la publication d’un livre dans la collection Médiathèmes éditée par l’ABF.
Les nouveaux statuts de l’ABF votés en 2006 suppriment les sections et les sous-sections. Des groupes de travail sont créés par le Conseil national de l’ABF ; parmi ceux-ci un GT « Médiathèques de Comités d’entreprise ».